# 臺北市長馬英九特別費案

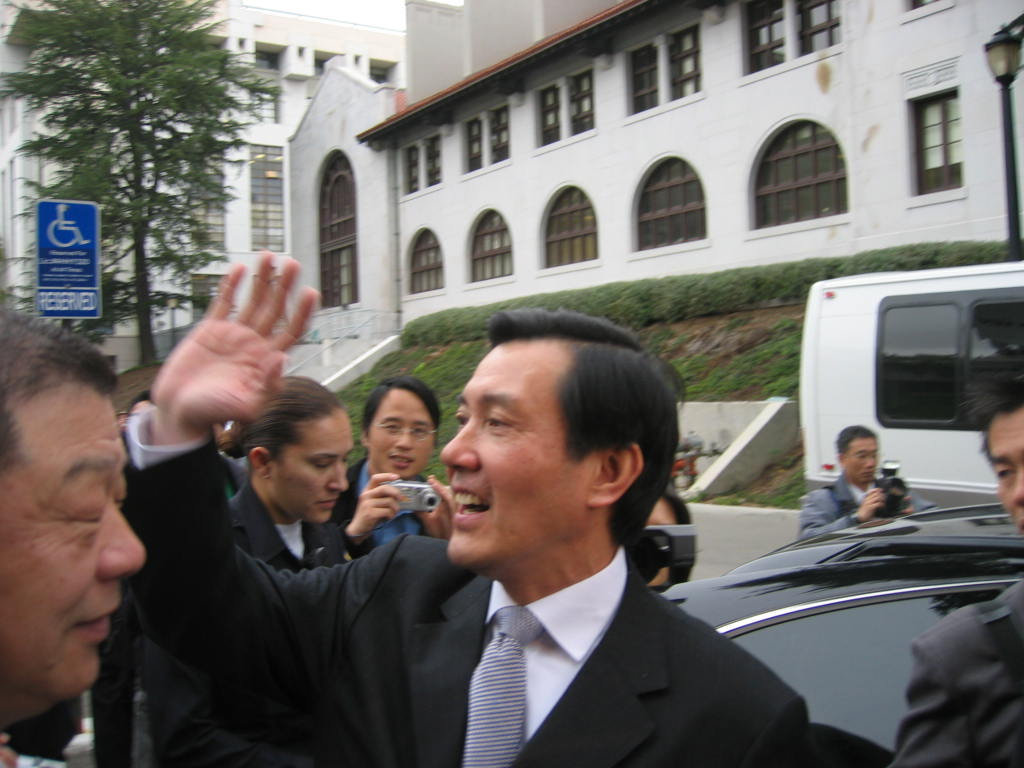
時任臺北市市長馬英九

臺北市長馬英九特別費案，發生於2006年，馬英九於任職臺北市市長期間，使用特別費核銷領養流浪犬「馬小九」的治療費用，並將每月特別費半數匯入妻子周美青帳戶，遭臺灣臺北地方檢察署以贪污罪起訴。最高法院最終判處馬英九無罪，其部屬余文則遭判有期徒刑，馬英九被控用市長特別費醫治馬小九部分，臺北地檢署不起訴處分確定。。
國務機要費案引發檢察單位針對各個首長的特別費支出進行調查。包括蔡英文、李登輝、謝長廷、蘇貞昌、呂秀蓮、游錫堃、連戰、吳敦義等共七千多名政務首長遭調查，呂秀蓮、游錫堃被起訴，但皆獲判無罪。

## 事件經過
- 2006年8月4日，民進黨立委謝欣霓等向高檢署查黑中心檢舉，由檢察官侯寬仁負責調查，引起全國首長特別費風暴。
- 2007年2月13日，全案偵查終結，臺北地檢署依《貪污治罪條例》將馬英九起訴[5][6]；同日，馬英九正式宣佈參選2008年中華民國總統選舉，並依承諾辭去中國國民黨主席職務[7][8][9][10]。

- 2007年8月14日，臺灣臺北地方法院一審法官蔡守訓引用宋代公使錢為例：「…惟因首長官吏『因公差使』之『公使錢』，亦可使用官署之『公用錢』，用錢之際職責難分；且『公使』、『公用』均是『因公使用』之意…。」宣判馬英九無罪[11]。檢方隨後提起上訴[12]。

- 2007年12月28日，臺灣高等法院二審駁回檢方上訴，維持一審馬英九無罪判[13]。

- 2008年4月24日，最高法院駁回上訴，三審判決馬英九無罪定讞[14][15]。
- 2017年3月20日，台北地檢署認定馬英九已無罪定讞，不起訴處分[2][16][17][3][4][18]。

## 相關爭議

### 國民黨立委拜會檢察總長
2007年8月16日，中國國民黨立法院黨團前往最高檢察署拜會時任檢察總長陳聰明，黨鞭曾永權帶隊，包括書記長徐少萍、立委潘維剛、曹爾忠、周守訓等，希望陳聰明不要再上訴馬英九，要求檢察總長負起整個法律見解、一致性的擔當。大動作護馬，遭到批評干預司法。
2007年8月30日，台北地檢署提起上訴，全案將進入二審決戰。

### 傳聞曾永權關說王金平
2007年8月16日，傳聞指出曾永權傍晚奉時任中國國民黨秘書長吳敦義之命，與時任立法院長王金平會面，希望由與侯寬仁有遠房姻親關係的王出面，勸侯不要再上訴馬英九特別費案，雙方會晤了約半小時。據稱王金平拒絕了，還強調不介入司法案件，「不能做、也沒能力做」，而且他雖然與侯寬仁是親戚關係，但關係疏遠，長期沒有往來。王金平認為侯寬仁是馬英九擔任法務部長時期的部屬，關係應該更親密，為何要拿他與侯寬仁的關係做文章？
2007年8月17日，王金平只公開證實「有人受託」請他勸侯寬仁放棄上訴，而被他回絕，但不願證實是誰。
2007年8月18日，吳敦義公開否認絕無此事。
2007年8月30日，台北地檢署提起上訴。

## 後續發展

### 特別費除罪化
2011年5月4日，立法院三讀通過「會計法增訂第九十九條之一條文」，民國九十五年十二月三十一日以前，各機關支用之特別費，其報支、經辦、核銷、支用及其他相關人員之財務責任均視為解除，不追究其行政及民事責任。朝野「歷史共業」的特別費正式除罪化。

### 大水庫理論
馬英九辯護律師陳長文引用大水庫理論，認為馬英九捐款的支出大於特別費收入，證明馬英九沒有貪污的意圖。檢察官侯寬仁認為，「大水庫理論」明顯違背預算制度。馬當時薪水14萬多元，每個月匯20萬元給太太，其中有些是特別費的錢，這是很明顯的詐欺及侵占公款行為，「如果這不是貪瀆，那什麼才叫做貪瀆？」。

### 檢察官偽造文書案
2008年1月4日，馬英九總統委任陳長文律師，提告檢察官侯寬仁筆錄不實，偽造文書、瀆職。 

2008年12月31日偵結，台北地檢署主任檢察官張介欽偵查後，認為「筆錄縱然有過於簡略之處，但沒有偽文的故意」，不起訴侯寬仁
2009年3月，馬英九又委託陳長文律師將此案聲請交付法院審判。
2009年8月19日，台北地院審理認為，侯寬仁並無筆錄不實問題，裁定書更指馬英九「法律見解有違誤」，駁回馬的聲請，全案確定，不得再抗告。
2010年1月25日，陳長文律師投書報紙，指稱侯寬仁偵辦太極門案中，上訴有缺失，表示法務部應向侯寬仁求償。同日馬英九提名黃世銘為檢察總長。
2010年2月4日，法務部長王清峰發函高檢署，明白寫道馬英九特別費案「筆錄嚴重失實，請查明責任並將懲處結果具報」，要求懲處侯寬仁，當時黃世銘已任檢察總長。高檢署第一次考績會決議：「實務上筆錄本就無法全部照錄」，決定不議處，王清峰駁回考績會決議；高檢署再開第二次考績會，決議記「警告」，但法務部檢審會審議後，加重改記「申誡」，使侯寬仁2010年考績被列為乙等。
2013年10月1日，法務部前次長李進勇於立法院舉行記者會，出示資料指出，2010年1月25日，馬總統展開久博之旅，馬總統在出國之際，剪下陳長文報紙投書，親批「請王部長清峰一閱並說明 英九 九九、一、廿五」。李進勇指控馬英九總統，用律師陳長文、法務部長王清峰和法務部次長黃世銘追殺侯寬仁。 李進勇出示資料，不但有馬英九署名，左上角還有法務部部長室收發章。
2013年10月1日，針對馬英九遭指介入司法個案，總統府發言人李佳霏說，馬總統看到學者投書、媒體評論或各界輿情反映，只要點出重要問題，通常會請部會首長參考，馬總統在陳長文律師報紙投書上批示上寫請時任法務部長王清峰一閱並說明，是希望部會首長多對外溝通，針對外界質疑說明。侯寬仁指出，法務部在公函中就已定好「嚴重失實」的結論，還指定要看到懲處結果，等於尚未調查就預先設定目標，就是一定要懲處他。